# 楊龍友

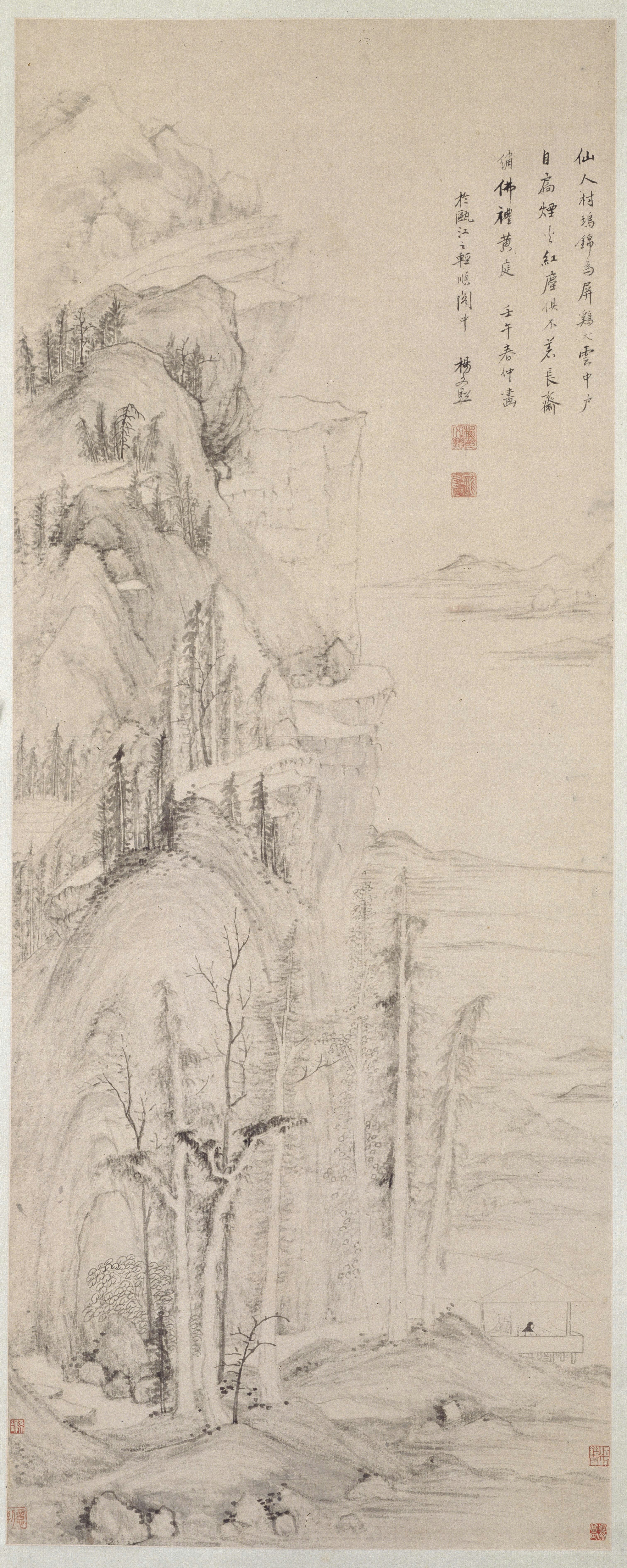
杨龙友《仙人村坞图》（北京故宫博物院藏）

楊龍友（1596年—1646年），名文驄，號山子，貴陽人。金陵九子之一，明朝官员、画家。

## 生平
楊龍友生于贵阳城南郊的石林精舍。早年寓居金陵（今南京），善画山水，与董其昌、李流芳、邵弥等称“画中九友”。董其昌評其畫曰：“龍友生于貴族，獨破天荒，所作《臺蕩》等圖，有宋人之骨力而去其結，有遠人之風雅而去其佻。余訝以為出入巨然、惠崇之間，觀止矣。”。
萬曆四十六年（1618年）鄉試中舉，與馬士英之妹結婚，後來六次会试不中，天啟四年（1624年）奉母移家南京，不久復社組建，楊龍友加入成為早期社員，與復社領袖張溥及後稱“復社四公子”中的陳子龍、吳應箕等交好。後與陳繼儒、董其昌、倪元璐等名士交遊甚密。
崇祯七年（1634年）选为华亭县教谕，后迁青田、江宁、永嘉等县令。为御史詹兆恒参劾被夺官。官至兵部郎中。弘光元年（1645年），擢升为右佥都御史，鄭鴻逵隔江乱放炮弹，清軍佯敗，以大筏置灯火于江中。杨龍友直向马士英报捷。是夜清兵乘夜，渡江而来。因不敵清軍，逃至苏州，清军派降臣黄家鼎劝降，杨将黄斬首。再退至处州（浙江郦水市），大募义军。
崇禎十七年（1644年），甲申之變，思宗殉國。清兵入關後，楊龍友任南明弘光朝（福王朱由崧）兵備副使。南京陷落後，又在隆武朝（唐王朱聿鍵）任兵部右侍郎兼右僉都御史，后升浙闽总督；龍友之子楊鼎卿為左都督及太子太保。隆武二年（顺治三年，1646年），清军入福建，在衢州戰敗，退至福建浦城被俘，不屈而死。永曆十六年（康熙元年，1662）與孙临一同被害。
楊龍友與孙临合葬在福建省光澤縣李坊鄉西南部百嶺村雙忠墓。

## 家族
父親杨师孔官浙江左参政。

## 延伸阅读
[在维基数据编辑]
 《明史卷二百七十七》，出自《明史》
 在维基共享资源阅览影像